# Rio São João (Ivaí)
Der Rio São João ist der etwa 94 km lange linke Quellfluss des Rio Ivaí in der Mitte des brasilianischen Bundesstaats Paraná. 

## Geografie

### Lage
Das Einzugsgebiet des Rio São João befindet sich auf dem Segundo Planalto Paranaense (Zweite oder Ponta Grossa-Hochebene von Paraná).

### Verlauf
Sein Quellgebiet liegt im Munizip Guarapuava auf 1.107 m Meereshöhe am Osthang der Serra da Esperança etwa in der Mitte zwischen den Städten Prudentópolis und Guarapuava. Es liegt ungefähr einen Kilometer abseits der BR-277/BR-373 in der Nähe des Morro Morungava (1.119 m).
Der Fluss verläuft in nordöstlicher Richtung. Nach knapp einem Kilometer tritt er in das Munizip Prudentópolis ein. Er verläuft in etwa parallel zum Rio dos Patos, mit dem er auf der Grenze zwischen den Munizipien Prudentópolis und Guamiranga von links zusammenfließt und den Rio Ivaí bildet. Zehn Kilometer vor seiner Mündung erreicht er mit dem touristisch gut erschlossenen Wasserfall Salto São João den etwa drei Kilometer langen Caniôn São João. Er mündet auf 506 m Höhe. Die Entfernung zwischen Ursprung und Mündung beträgt 42 km. Er ist etwa 94 km lang.

### Nebenflüsse
links: 
- Ribeirão do Meio
- Arroio do Tigre
- Ribeirão Aleluia.[4]

### Munizipien im Einzugsgebiet
Am Rio São João liegen die zwei Munizpien Guarapuava und Prudentópolis.